# Consonne coronale
Une consonne coronale ou, plus concisément coronale, en phonétique articulatoire est une consonne apicale ou laminale dont le lieu d'articulation est situé dans la zone dentale/alvéolaire/post-alvéolaire.
Sauf pour les fricatives et donc pour les affriquées, un seul jeu de symbole est offert par l’API pour les coronales : occlusives [t/d], fricatives latérales [ɬ/ɮ], roulée [r], battue [ɾ] (centrale) et [ɺ] (latérales), liquide [l], approximante [ɹ], nasale [n].
Lorsqu'il est nécessaire, pour distinguer les types dentales, alvéolaires ou post-alvéolaires, les diacritiques suivants sont utilisés :
[ ̪]  (pontet souscrit) pour les dentales,
[ ͇] pour les alvéolaires,
[ ̠] (barre souscrite) pour les post-alévolaires.
En fait, très peu de langues font la distinction en dehors des fricatives [θ/ð] (dentales), [s/z] (alvéolaires)/et [ʃ/ʒ] (post-alvéolaires).
Quand il n'est pas précisé, les consonnes sont considérées être alvéolaires, mais cela peut signifier aussi que la langue décrite ne fait pas de distinction entre deux ou les trois points d'articulation.
Un exemple de distinction en toda, qui oppose l'articulation dentale à l'alvéolaire :
Dentale [mod̪ ] ‘baratte’
Alvéolaire [mod] ‘village avec laiterie’
Comme précisé plus haut, [d] sans diacritique indique ici une alvéolaire.
Il faut encore préciser que dans l'opposition dentale/alvéolaire/post-alvéolaire peut entrer en jeu l'articulateur actif, qui peut être apical ou laminal. Par exemple, le français utilise le plus souvent une articulation dentale apicale, mais certains locuteurs exécutent des dentales laminales, voire des alvéolaires apicales, ce qui est la généralité chez les locuteurs anglais, bien que ceux-ci produisent parfois des dentales apicales.
Certains travaux auraient tendance à montrer que pour les langues qui opposent les dentales et les alvéolaires, cette différence serait renforcée par une opposition entre les apicales et les laminales.
Chomsky et Halle proposent d'utiliser le terme coronale comme un trait pour désigner l’activité de la pointe ou lame de la langue, qui est renforcée par le paramètre [+/-] pour montrer cette opposition.